# غدامس ایر ترانسپورت
غدامس ایر ترانسپورت (به انگلیسی: Ghadames Air Transport) یک شرکت هواپیمایی با کد یاتا G6 است که در تاریخ ۲۰۰۴ میلادی تأسیس شده‌است. پایگاه اصلی این شرکت هواپیمایی در فرودگاه بین‌المللی میتیگا قرار دارد و دفتر مرکزی آن در شهر طرابلس، کشور لیبی واقع شده‌است.
غدامس ایر ترانسپورت از فرودگاه بین‌المللی میتیگا شهر طرابلس به فرودگاه بین‌المللی آتاترک پروازهای مستقیم انجام می‌دهد.